# Colom canari cuablanc
El colom canari cuablanc (Columba junoniae) és una espècie d'ocell de la família dels colúmbids (Columbidae) endèmic de les Illes Canàries, on habita zones arbustives, boscos amb pins i llorer, i laurisilva a les illes de la Palma, la Gomera i Tenerife.